# Зехтенау
Зехтенау (њем. Söchtenau) општина је у њемачкој савезној држави Баварска. Једно је од 46 општинских средишта округа Розенхајм. Према процјени из 2010. у општини је живјело 2.682 становника. Посједује регионалну шифру (AGS) 9187174.

## Географски и демографски подаци
Зехтенау се налази у савезној држави Баварска у округу Розенхајм. Општина се налази на надморској висини од 480 метара. Површина општине износи 25,6 km². У самом мјесту је, према процјени из 2010. године, живјело 2.682 становника. Просјечна густина становништва износи 105 становника/km².

## Међународна сарадња
| Мјесто   | Држава    | Врста сарадње | Од    |
| -------- | --------- | ------------- | ----- |
|          | Француска | партнерство   | 1977. |
| Фридберг | Аустрија  | контакт       | 1982. |
| Извор    |           |               |       |